# Den vanartede Søn
Den vanartede Søn er en dansk stum dramafilm fra 1909 produceret af Nordisk Films Kompagni og instrueret af Viggo Larsen.
Filmen er af Nordisk Film beskrevet som et "mimisk drama".

## Handling
Den gamle flittige og nøjsomme skomager og dennes hustru har to børn, Ellen og Gustav. Ellen er køn og gæv og beundres af naboen, urtekræmmer Tikkerup. Gustav derimod er en slet karakter, der er kommet i dårligt selskab, og en dag bliver han hentet af politiet, da han har pantsat en cykel, der ikke er hans. Da den gamle skomager erfarer den vanære, falder han død om. 
Men naboen Tikkerup træder til og tilbyder Ellen ægteskab og uden tøven også at tage sig af Ellens gamle moder. Ellen betænker sig ikke og overgiver sig trygt til Tikkerup, der viser sig at være en mønster ægtemand og svigersøn. 
Da Gustav kommer ud af fængslet holder han sig væk fra familien, men holder sig til med storbyens bærme, herunder en dårlig fyr, Johan og et pigebarn, Anni, og de tre planlægger et indbrud hos Tikkerup uden at vide, at Gustavs familie nu bor hos Tikkerup. Under det natlige indbrud opdager Gustav, at der i hjemmet er et billede af hans mor og familiens møbler. Gustav bliver syg af lede ved det hele og vil komme bort, men bliver overrasket af Ellen, der fortvivlet ser sin bror som indbrudstyv. Tikkerup lover ikke at gøre mere ved det, men politiet kommer ikke desto mindre og anholder de tre indbrudstyve, og Gustav må atter i fængsel. 
Under en udgang fra fængslet erkender Gustav, at hans liv er elendigt, og at han vil starte på en frisk. Da han lukkes ud af fængslet, giver Fængselsvæsnets Bistand ham penge til at emigrere til Amerika, men hans gamle forbryderven Johan forsøger at stjæle pengene fra ham. Men Anni røber planen. Hun er blevet glad for Gustav, og Gustav lover hende, at så snart han er kommet på plads i det nye land med et fast job, vil han invitere hende med til Amerika. Alle ønsker Gustav held og lykke på rejsen til det nye liv ...

## Medvirkende
- Viggo Larsen
- Petrine Sonne
- Aage Brandt
- Gudrun Kjerulf
- Sofus Wolder
- Erik Winther
- Franz Skondrup
- Edmund Østerbye
- Carl Johan Lundqvist
- Maggi Zinn

Kilde: 